# 松陰神社前站
松陰神社前站（日语：／ Shōin-jinja-mae eki */?）是一個位於東京都世田谷區若林四丁目，屬於東急電鐵世田谷線的停留場。車站編號是SG04。

## 歷史
- 1925年（大正14年）1月18日 - 開業。

## 構造
對向式月台2面2線的地面車站。
通常是無人站，但此站是距離國士館大學、國士館中學校及高等學校最近的車站，這些學校的入試日會在車站配置臨時站員，接受車費、上下車整理等事務。

### 月台配置
| 月台 | 路線     | 方向 | 目的地             |
| ---- | -------- | ---- | ------------------ |
| 南側 | 世田谷線 | 下行 | 上町、下高井戶方向 |
| 北側 | 世田谷線 | 上行 | 三軒茶屋方向       |

（來源：東急電鐵:車站構內圖 （页面存档备份，存于））

## 利用狀況
官方未公布本站的乘車人數。世田谷線全線的乘車人數請參照東急世田谷線#使用情況。

## 周邊
- 世田谷区役所（日语：世田谷区役所） - 往三軒茶屋方向的最近站。
- 世田谷合同廳舍（日语：世田谷合同庁舎）
  - 東京都世田谷都稅事務所
  - 世田谷稅務署
  - 東京法務局（日语：東京法務局）世田谷出張所
  - 世田谷區立世田谷圖書館
- 世田谷若林三郵便局
- 松陰神社（日语：松陰神社）
- 日本聖公會東京聖十字教會
- 國士館大學世田谷校區
- 松陰神社通商店街

## 八勢路線
區役所通上有若林四丁目巴士站，世田谷通上有松陰神社前巴士站。以下路線由東急巴士、小田急巴士運行。
- 若林四丁目（舊：世田谷稅務署前）
  - 園02：田園調布站 - 若林四丁目 - 世田谷區民會館（東急）
  - 反11：五反田站 - 若林四丁目 - 世田谷區民會館（東急)
  - 澀52：澀谷站 - 若林四丁目 - 世田谷區民會館（東急）
- 松陰神社前
  - 反11：五反田站 - 松陰神社前 - 世田谷區民會館（東急）
  - 澀21：澀谷站 - 松陰神社前 - 上町站（東急）
  - 澀23：澀谷站 - 松陰神社前 - 祖師谷大藏站（東急）
  - 澀24：澀谷站 - 松陰神社前 - 成城學園前站（東急、小田急）
  - 澀26：澀谷站 - 松陰神社前 - 調布站（小田急）
  - 澀52：澀谷站 - 松陰神社前 - 世田谷區民會館（東急）

## 相鄰車站
東急電鐵
 世田谷線
若林（SG03）－松陰神社前（SG04）－世田谷（SG05）

## 外部連結
- 松陰神社前（各站資訊） - 東急電鐵（日語）